# Allan Mørkøre
Allan Mørkøre (* 22. November 1971 in Klaksvík) ist ein ehemaliger färöischer Fußballspieler und heutiger Trainer.

## Karriere

### Verein
Mørkøre begann seine Karriere bei KÍ Klaksvík und hatte sein Debüt in der ersten Liga am 7. Spieltag der Saison 1988 im Alter von 16 Jahren bei der 1:5-Auswärtsniederlage gegen HB Tórshavn. Am zwölften Spieltag erzielte er mit dem Führungstreffer beim 2:1-Auswärtssieg gegen VB Vágur sein erstes Tor. 1990 gewann er mit KÍ das Pokalfinale gegen GÍ Gøta mit 6:1, ein Jahr später die Meisterschaft an der Seite von Todi Jónsson, Jákup Mikkelsen und Kurt Mørkøre. 1992 wurde das Pokalfinale mit 0:1 gegen HB Tórshavn verloren. Die erste Hälfte der Saison lief Mørkøre für B36 Tórshavn auf und kehrte danach wieder zu KÍ zurück, mit denen er 1994 das Pokalendspiel mit 2:1 gegen B71 Sandur gewinnen konnte. Im Sommer 1997 wechselte er zu HB Tórshavn und gewann ein Jahr später gemeinsam mit Jan Dam, Andrew av Fløtum, Hans Fróði Hansen, Jóhannis Joensen und Jens Erik Rasmussen die Meisterschaft. Durch den 2:0-Sieg im Pokalfinale gegen KÍ Klaksvík gelang ihm das Double. 1999 und 2000 spielte er auch kurz in Island beim Erstligisten ÍB Vestmannaeyja. Nach einer Saison bei KÍ Klaksvík 2002 spielte er wieder drei Jahre für B36 Tórshavn und gewann im letzten Jahr gemeinsam mit Fróði Benjaminsen, Jákup Mikkelsen, Mikkjal Thomassen und Pól Thorsteinsson die nächste Meisterschaft. Daraufhin ging Mørkøre zu AB Argir in die zweite Liga und erreichte als Zweitplatzierter den Aufstieg. Das erste Halbjahr 2007 spielte er wieder für B36, hierbei gewann er den Supercup im Elfmeterschießen gegen HB Tórshavn, bis Ende 2010 dann wieder für AB, mit denen er 2007 als Neuntplatzierter zunächst abstieg und dann den direkten Wiederaufstieg schaffte. 2009 war er vorwiegend für die zweite Mannschaft in der dritten Liga aktiv und erreichte als Erstplatzierter den Aufstieg. Anfang des Jahres 2011 war er kurz bei FC Hoyvík unter Vertrag, die nächsten beiden Jahre bei B71 Sandur in der zweiten Liga, mit denen er schließlich abstieg. In der 2. Deild absolvierte Mørkøre 2014 und 2015 noch ein paar Spiele für die dritte Mannschaft von B36 Tórshavn, 2016 ein abschließendes Spiel für die zweite Mannschaft von B36.

#### Europapokal
Seinen ersten von insgesamt 18 Einsätzen im Europapokal hatte Mørkøre 1992/93 in der Vorrunde der Champions League bei der 1:3-Heimniederlage von KÍ Klaksvík gegen Skonto Riga. In der Qualifikation zum UEFA-Pokal 2002/03 gegen Újpest FC schoss er beim 2:2-Unentschieden im Hinspiel beide Tore für KÍ, das Rückspiel wurde mit 0:1 verloren. Insgesamt schoss er vier Tore im Europapokal. Den letzten Einsatz bestritt er 2005/06 im UEFA-Pokal beim 2:2 im Rückspiel gegen FC Midtjylland.

### Nationalmannschaft
Mørkøre gab sein Debüt am 12. September 1990 bei dem bis heute legendären 1:0-Sieg in Landskrona gegen Österreich in der Qualifikation zur EM 1992. Er spielte insgesamt 54 Mal für die Färöer. Am 10. Oktober 1990 erzielte er sein einziges Länderspieltor gegen Dänemark bei der 1:4-Niederlage in der EM-Qualifikation in Kopenhagen, als er den Ausgleich erzielte. Zum Zeitpunkt des Treffers war er 18 Jahre und 10 Monate alt, damit ist Allan Mørkøre bis heute jüngster Torschütze der Färöischen Nationalmannschaft. Seinen letzten Einsatz hatte er am 6. Juni 2001 im Qualifikationsspiel zur WM 2002 bei der 0:6-Niederlage gegen Jugoslawien in, als er in der 72. Minute für Julian Johnsson eingewechselt wurde.

### Trainerlaufbahn
Von 2008 bis 2010 war Mørkøre Trainer bei AB Argir, die er im ersten Jahr zum Aufstieg in die erste Liga führte. 2010 wechselte er nach dem 19. Spieltag zum Ligakonkurrenten B36 Tórshavn. Nach dem Saisonende verließ er den Verein und trainierte im nächsten Jahr die zweite Mannschaft von HB Tórshavn in der zweiten Liga. In den nächsten beiden Jahren war er Spielertrainer bei B71 Sandur und stieg im letzten Jahr in die dritte Liga ab. Nach einer einjährigen Pause trainierte Mørkøre 2015 die U-18-Mannschaft von AB Argir und belegte mit ihnen den siebten Platz. 2016 betreute er die U18 von FF Giza/FC Hoyvík, mit denen er den vorletzten Platz der Vorrundengruppe 1 erreichte. Nachdem dieses Engagement beendet wurde, übernahm Mørkøre nach dem zwölften Spieltag der Saison 2017 AB Argir II und führte sie vom letzten Platz auf die achte Position, was den Klassenerhalt bedeutete.
Seit 2018 betreut Mørkøre die U21 von AB Argir. In seiner ersten Saison wurde er Meister, ein Jahr später wurde der dritte Platz belegt.

### Erfolge
- 3× Färöischer Meister: 1991, 1998, 2005
- 3× Färöischer Pokalsieger: 1990, 1994, 1998
- 1× Färöischer Supercup-Sieger: 2007

## Persönliches
Allan ist der jüngere Bruder von Kurt Mørkøre (* 1969), welcher ebenfalls als Fußballspieler und -trainer aktiv ist.